# Pablo Vigil
Pablo “Charley” Vigil (Mora, Nuevo México; 25 de enero de 1952) es un atleta estadounidense retirado que compitió en las especialidades de pista, maratón y carreras por montaña. Ganó 3 veces la maratón de Cleveland (1980, 1981 y 1987), 4 veces la Sierre-Zinal de forma consecutiva (1979, 1980, 1981 y 1982) y una super maratón de Ahaggar (1989). 

## Reseña biográfica
Durante el instituto en Craig (Colorado), sus resultados en cross country y pista llamaron la atención del entrenador Joe Vigil, que le propuso continuar con su formación académica y deportiva en la Universidad de Adams State. Allí, de la mano de Joe Vigil, ganó 3 ligas RMAC de cross country consecutivas (1972-1974), logro que ningún otro corredor ha conseguido hasta la fecha.
Tras graduarse, Pablo se mudó a Boulder (Colorado) para unirse al grupo de entrenamiento de Frank Shorter, medallista de oro y plata en las maratones de los Juegos Olímpicos de Munich 1972 y Montreal 1976. 
En 1978, formó parte del equipo de cross country de Estados Unidos que participó en los Mundiales de Glasgow. En 1979, corrió por primera vez la Sierre-Zinal, ganando la carrera y batiendo el record de la prueba. Repitió victorias en 1980, 1981 y 1982, convirtiéndose en la única persona con cuatro victorias consecutivas hasta que Anna Pichrtova igualó su marca en 2009. Por aquel entonces, la Sierre-Zinal era considerada la mejor carrera de montaña de Europa. 
En cuanto al asfalto, ganó las maratones de Cleveland de 1980, 1981 y 1987, con una mejor marca de 2:15:19; solamente tres corredores, él, Demetrio Cabanillas y la corredora Lyubov Klochko, consiguieron ganar la prueba en 3 ocasiones. Participó en 3 trials olímpicos de maratón (1980, 1984 y 1988). 
En 1989, participó en la super maratón de Ahaggar, una carrera de 160 km por etapas en el desierto de Argelia, en la que se impuso a Daniel Oppliger.  
En 2012, fue incluido en el Colorado Running Hall of Fame, uniendo así su nombre al de otros corredores legendarios de la historia del estado.